# Erectopus
Erectopus („vzpřímená noha“) byl rod středně velkého teropodního dinosaura, který je pravděpodobně vývojově primitivním (bazálním) zástupcem kladu Allosauroidea, žijícím v období spodní křídy (alb, asi před 110 miliony let) na území dnešní východní Francie (departement Meuse, lokalita Louppy-le-Château).

## Historie objevu a popis
Fosilie tohoto masožravého dinosaura byly v odborné literatuře poprvé zmíněny roku 1875. V roce 1882 prozkoumal další objevený fosilní materiál paleontolog Henri Émile Sauvage a stanovil nové vědecké jméno Megalosaurus superbus. Německý paleontolog Friedrich von Huene roku 1923 usoudil, že fosilie nespadá do rodu Megalosaurus, a stanovil nové rodové jméno Erectopus. Dnes předpokládáme, že se jednalo o zástupce kladu Allosauroidea a jeho hmotnost dosahovala asi 200 kilogramů. Paleontolog Thomas R. Holtz, Jr. odhadl hmotnost erektopa zhruba na několik stovek kilogramů.